# Diogmites properans
Diogmites properans är en tvåvingeart som beskrevs av Stanley Willard Bromley 1936. Diogmites properans ingår i släktet Diogmites och familjen rovflugor. Inga underarter finns listade i Catalogue of Life.